# Montañas Rwenzori
La cadena Ruwenzori, originalmente conocida como Rwenjura y oficialmente Rwenzori (desde que en 1980 se renombró para parecerse más a este nombre), es una pequeña cordillera de África situada en la frontera entre Uganda y la República Democrática del Congo, que llega hasta los 5109 m en el monte Stanley, lo que le hace ser la tercera cumbre de África después del Kilimanjaro y el monte Kenia. Es unas de las pocas cadenas montañosas de África con glaciares, con el Kilimanjaro y el monte Kenia. Los glaciares, sin embargo, amenazan con desaparecer por el calentamiento global.
Su nombre fue corrompido debido a la mala pronunciación de su «descubridor» (H. M. Stanley) y carece de significado para sus pobladores. El nombre por el que era conocido en rutoooro, lhukonzo y otras lenguas locales es Rwenjura, que significa ‘hacedor de lluvia’, pues la cordillera recibe aproximadamente 1990 mm de agua al año, dando lugar a numerosas corrientes, algunas de las cuales alimentan al Nilo Blanco.
El lugar, que abarca más de 100.000 hectáreas, está considerado como Patrimonio de la Humanidad por la UNESCO desde 1994 con el nombre de  «las montañas Rwenzori».

## Geografía

### Topografía

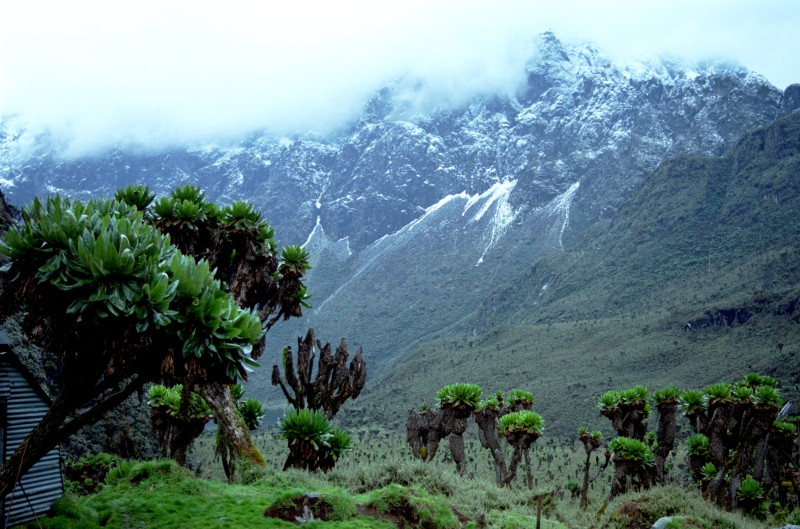
Vista del Ruwenzori.

La cadena tiene unos 120 km de largo por 65 km de ancho. Consta de seis macizos separados por profundos valles: los montes Baker, Emin, Gessi, Luigi di Savoya, Speke y Stanley  (pico Margarita). Los montes Stanley son los más importantes, con varias cumbres elevadas. Incluye el pico Margarita, el pico más elevado del macizo con 5.109 metros.

### Geología
Estas montañas se formaron con el levantamiento de los bordes de la parte occidental del valle del Gran Rift. Están formadas por rocas metamórficas y comprimidas por el movimiento de las placas.

## Flora

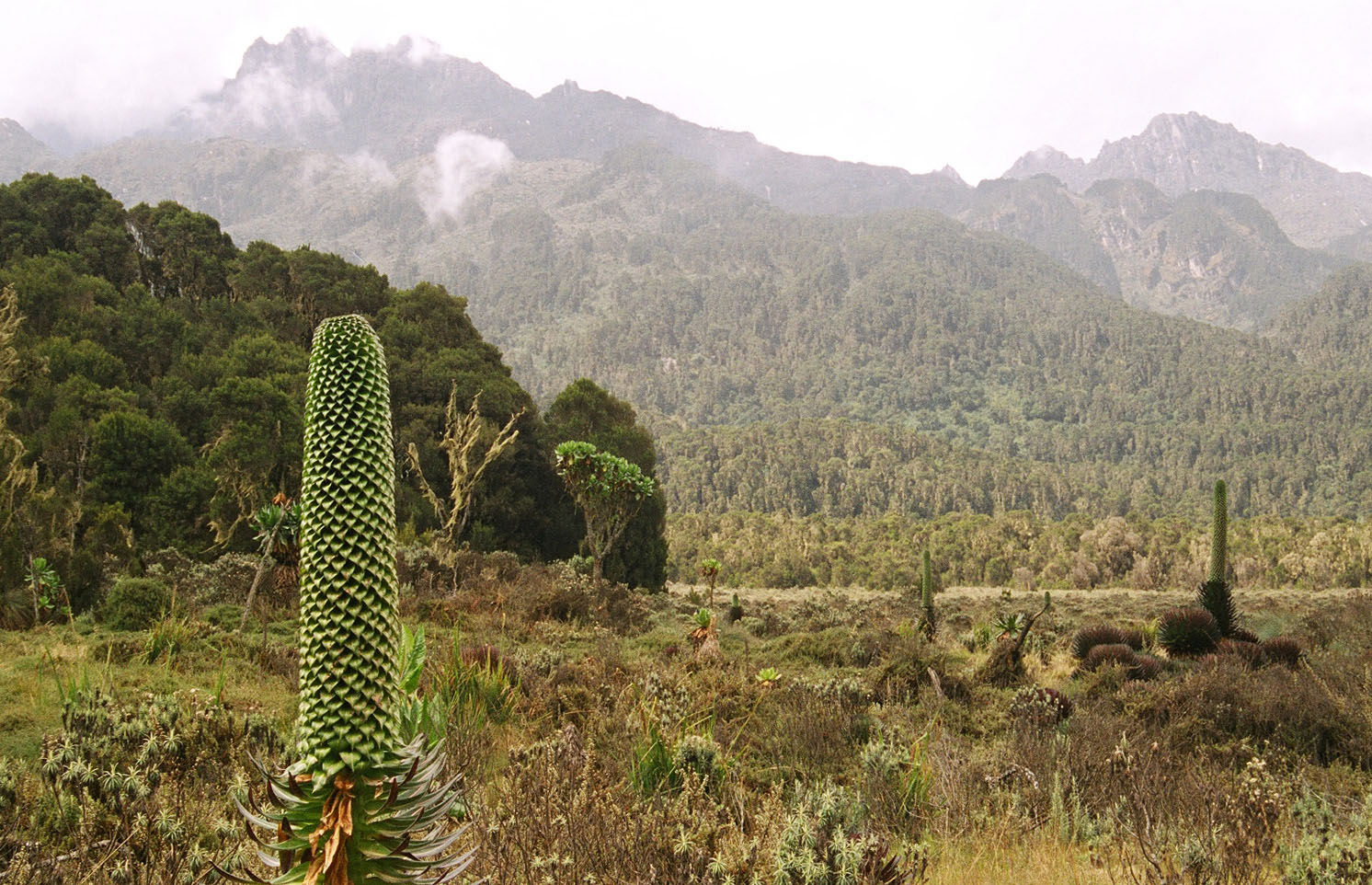
Lobelia gigante en las montañas Rwenzori.

La flora de Rwenzori es muy variada, yendo desde la  selva tropical al piso nival con glaciares, pasando por todos los pisos intermedios.
Debido a las condiciones de temperatura y a las lluvias constantes y significativas durante todo el año algunas especies se desarrollan de forma exuberante. Existe una importante tasa de endemismo, especialmente en las zonas de bosque nublado, donde el aire saturado de niebla permite el desarrollo de especies completamente inusuales, sufriendo un gigantismo impresionante: Lobelia, Senecio battiscombei gigante, brezos, bambúes.

### Fauna
La fauna silvestre incluye elefantes, varias especies de primates y muchas especies de aves endémicas. Hay animales extraños como una especie de damán único o el camaleón de Jackson.
La mayor parte de la cadena montañosa forma parte del patrimonio mundial protegido por el Parque Nacional de las Montañas Rwenzori en Uganda y el Parque Nacional Virunga en la República Democrática del Congo.

## Historia
Estas montañas fueron a menudo considerados como las «Montañas de la Luna», mencionadas por Ptolomeo como las fuentes del Nilo, pero sus descripciones eran demasiado vagas para saberlo con certeza. Fueron descubiertas casi 2000 años más tarde por los europeos, en concreto por Henry Morton Stanley en 1889. La primera ascensión al pico de Margarita se llevó a cabo en 1906 por el duque de los Abruzos.